# Інститут фізико-органічної хімії і вуглехімії імені Л. М. Литвиненка НАН України
Інститут фізико-органічної хімії та вуглехімії імені Л. М. Литвиненка НАН України (ІНФОВ НАН України) (англ. L.M. Lytvynenko Institute of Physical-Organic and Coal Chemistry (IPOCC)) — науково-дослідний інститут.

## Історія

Барельєф фундатора Інституту Леоніда Михайловича Литвиненка в приміщенні ІНФОВ.

Організація інституту була розпочата з 1964 року Леонідом Михайловичем Литвиненком, за дорученням Президії АН УРСР як сектор хімії при Харківського фізико-технічного інституту низьких температур АН УРСР. Керівником першої лабораторії тонкого органічного синтезу був призначений Євген Володимирович Титов. 1 жовтня 1964 року лабораторія почала свою діяльність з наукових досліджень, придбання обладнання, реактивів та підготовки до переїзду в Донецьк. У кінці 1965 року було створено ще 5 лабораторій, які Постановою Президії АН УРСР № 13 від 21 січня 1966 р. було перетворено в Сектор хімії ФТІ (керівником призначено Є.В. Титова), а трохи пізніше – в Донецьке відділення фізико-органічної хімії Інституту фізичної хімії ім. Л.В. Писаржевского АН УРСР (керівник Є.В. Титов). З 1 січня 1968 р. керівником ДВФОХ був призначений академік Л.М. Литвиненко. 
12 червня 1975 року на базі Донецького відділення Інституту фізичної хімії було утворено Інститут фізико-органічної хімії та вуглехімії АН УРСР. У 1990 році інституту присвоєно ім'я організатора і першого директора академіка АН УРСР Л. М. Литвиненка. 
Інститут розташовувався в Донецьку. Після російської збройної агресії на сході України був переміщений до Києва і, частково, до Львова.

## Напрямки діяльності
Основні напрями наукової діяльності:
- кінетика і механізм хімічних реакцій органічних сполук, металокомплексний каталіз і органічні каталізатори;
- розробка нових хіміко-фізичних методів дослідження вугілля та його компонентів, процесів переробки вугілля та хімічних продуктів і перспективних видів палива;
- синтез та дослідження структури і властивостей гетероциклічних сполук.

Відомий рядом фундаментальних розробок у галузі вуглехімії, зокрема надмолекулярної структури вугілля, окиснення та самозаймання твердого палива, висококонцентрованих водовугільних суспензій, термопереробки вугілля після його імпрегнування та ін. Періодично видає збірники наукових праць, в яких подаються результати новітніх досліджень у галузі вуглехімії.
Директор — Попов Анатолій Федорович.

## Науковці
- Литвиненко Леонід Михайлович — академік НАН України, засновник і перший директор інституту.
- Баранов Сергій Микитович — член-кореспондент НАН України, завідувач відділу спецметодів вуглехімічного та органічного синтезу
- Кучер Роман Володимирович — академік НАН України, завідувач відділу радикальних процесів.
- Титов Євген Володимирович — професор, один з фундаторів інституту, завідувач відділу спектрохімічних досліджень
- Рудаков Єлисей Сергійович — член-кореспондент НАН України, завідувач відділу електрофільних реакцій.
- Мєстечкін Михайло Маркович — професор, один з фундаторів школи квантової хімії в Україні
- Попов Анатолій Федорович — академік НАН України, директор інституту з 1983 року.
- Саранчук Віктор Іванович — професор, д.т.н., заступник директора інституту
- Опейда Йосип Олексійович — професор, д.х.н., заступник директора інституту
- Зайцева Валентина Василівна — професор, д.х.н., дослідниця радикальних реакцій полімеризації